# Conferência das Nações Unidas sobre as Mudanças Climáticas de 2022
A 27ª Conferência do Clima da Organização das Nações Unidas (ONU), mais comumente referida como Conferência das Partes da UNFCCC, ou COP 27, foi realizada como a 27ª Conferência das Nações Unidas sobre Mudanças Climáticas, e ocorreu de 6 de novembro a 18 de novembro de 2022 em Sharm El Sheikh, Egito. Foi realizada sob a presidência do ministro egípcio das Relações Exteriores, Sameh Shoukry, com a presença de mais de 90 chefes de estado e representantes de 190 países. O grande destaque da conferência foi a criação de um fundo de compensação de perdas e danos para os países em desenvolvimento, mas em outras áreas os avanços foram pouco significativos.

## Contexto
A conferência é realizada anualmente desde o primeiro acordo climático da ONU em 1992. É usada pelos governos para estabelecer políticas para limitar o aumento da temperatura global e se adaptar aos impactos associados às mudanças climáticas.

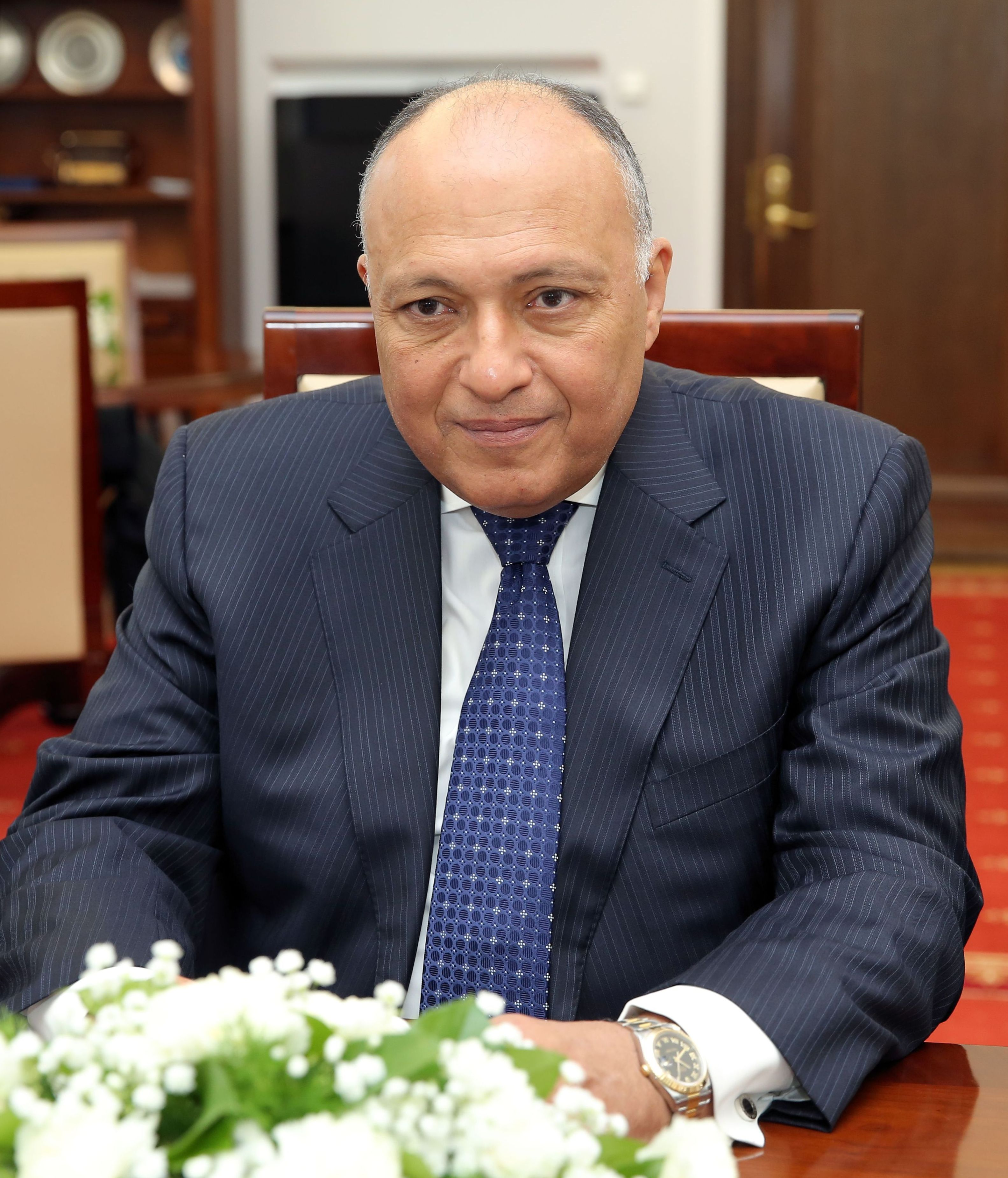
O ministro egípcio das Relações Exteriores, Sameh Shoukry, foi o presidente da COP27.

O Egito foi anunciado como o anfitrião da conferência após uma oferta bem-sucedida lançada em 2021. Em 8 de janeiro de 2022, a Ministra do Meio Ambiente do Egito, Yasmine Fouad, reuniu-se com o Presidente da COP26, Alok Sharma, para discutir os preparativos para a conferência. Os organizadores egípcios aconselharam os países a deixar de lado as tensões sobre a invasão russa da Ucrânia em 2022 para garantir que as negociações sejam bem-sucedidas.
Possíveis medidas de mudança climática foram discutidas na Assembleia Geral das Nações Unidas de 2022, incluindo os governos de várias nações insulares lançando a iniciativa Rising Nations, e Dinamarca e Escócia anunciando medidas de financiamento climático para países em desenvolvimento. Em 14 de outubro de 2022, o governo escocês pediu reparações climáticas na COP27, como uma "responsabilidade moral". Em reunião pré-COP em outubro de 2022, o secretário-geral da ONU, António Guterres, enfatizou a importância da conferência diante dos impactos das mudanças climáticas observados em 2022, como enchentes no Paquistão, ondas de calor na Europa e furacão Ian.
A conferência foi a primeira COP a ser realizada na África desde 2016, quando a COP22 foi realizada em Marrakesh. O ministro das Relações Exteriores do Egito, Sameh Shoukry, assumiu a presidência de Sharma no início da conferência. Os Estados Unidos decidiram apoiar as negociações climáticas na COP27 e tentarão ajudar os países mais afetados pelas mudanças climáticas.
Uma semana antes da cúpula, o PNUMA divulgou um relatório descrevendo como não havia “nenhum caminho credível” para limitar o aumento da temperatura global a 1,5 ° C e que os esforços de mitigação desde a COP26 foram “lamentavelmente inadequados”.

### Patrocínio
A conferência foi patrocinada pela Coca-Cola. Vários ativistas ambientais sugeriram que isso era greenwashing, dada a contribuição da empresa para a poluição plástica.

## Comparecimento

### Participantes
Cerca de 90 chefes de estado e representantes de mais de 190 países são esperados. O presidente dos Estados Unidos, Joe Biden, e o enviado climático John Kerry devem participar, assim como o presidente da França Emmanuel Macron, o chanceler alemão Olaf Scholz, a comissária europeia Ursula von der Leyen, o Primeiro Ministro da Índia Narendra Modi e a Primeira-ministra da Itália Giorgia Meloni . O presidente turco Recep Tayyip Erdoğan também deve comparecer, tendo desistido da COP26.
O primeiro-ministro do Reino Unido, Rishi Sunak, disse que não participaria da COP27. No entanto, em 2 de novembro, Sunak voltou atrás e disse que compareceria. O ex-primeiro-ministro Boris Johnson e o primeiro-ministro da Escócia Nicola Sturgeon também estão presentes.
Logo após vencer as eleições gerais brasileiras de 2022, o presidente eleito Luiz Inácio Lula da Silva do Brasil confirmou que participaria da cúpula.

### Não participantes
Em setembro de 2022, o Egito alertou o Reino Unido para não retroceder em suas metas climáticas, à luz de uma mudança no novo governo da primeira-ministra Liz Truss e do anúncio de que o novo monarca Carlos III não compareceria à conferência por conselho de Truss. Após a renúncia de Truss, o pedido de que Carlos III não compareça permaneceu em vigor. Em vez disso, ele organizou uma recepção para discutir as mudanças climáticas no Palácio de Buckingham dois dias antes da COP27. O primeiro-ministro da Austrália Anthony Albanese, o presidente brasileiro Jair Bolsonaro, o presidente chinês Xi Jinping e a ativista climática sueca Greta Thunberg não participaram da COP27. O presidente russo, Vladimir Putin, também não deve comparecer.

## Itinerário

O local onde aconteceu a conferência, em Sharm El Sheikh.

Nos dias 7 e 8 de novembro, a conferência começou com uma Cúpula de Líderes Mundiais, seguida de discussões sobre temas como finanças climáticas, descarbonização, adaptação às mudanças climáticas e agricultura durante a primeira semana. A segunda semana abrangeu gênero, água e biodiversidade. O presidente francês Emmanuel Macron, o primeiro-ministro holandês Mark Rutte e o presidente senegalês Macky Sall vão sediar um evento para acelerar a ação sobre as mudanças climáticas na África.
Os espaços para eventos no dia de abertura da conferência foram informados de que podem precisar ser cancelados, a menos que envolvam visitas de chefes de estado, após o reforço da segurança. Essas restrições não se aplicarão ao dia seguinte da conferência. Algumas ONGs criticaram a medida. O acesso da mídia aos pavilhões também deve ter fortes restrições.

## Recepção
Antes da cúpula, a Human Rights Watch expressou preocupação com o estado da liberdade de expressão no Egito, juntamente com a situação mais ampla dos direitos humanos, e questionou até que ponto seria possível protestar . As questões levantadas pelos críticos incluíram o sistema político autoritário, prisões em massa e restrições à sociedade civil e à dissidência desde 2013, sob a liderança de Abdel Fattah el-Sisi. O ativista egípcio preso Alaa Abd El-Fattah criticou a COP27 que está ocorrendo no Egito e afirmou que "de todos os países para sediar, eles escolheram o que proíbe o protesto e manda todos para a prisão, o que mostra como o mundo está lidando com essa questão". Naomi Klein, Bill McKibben e a deputada britânica do Partido Verde Caroline Lucas estão entre os signatários que assinaram uma carta detalhando suas preocupações sobre a realização da COP27 no Egito.
Em 15 de julho de 2022, um conselheiro da Casa Branca, Jerome Foster II, e um ativista britânico da justiça climática, Elijah Mckenzie-Jackson, escreveram uma carta à UNFCCC condenando a escolha do Egito como anfitrião da COP27. A carta escrita a Patricia Espinosa, secretária executiva da UNFCCC, solicitava que a conferência fosse transferida para outro país africano mais seguro devido a preocupações com os direitos LGBT, direitos das mulheres e supressão dos direitos civis. Vários grupos de direitos humanos, incluindo a Anistia Internacional, viram a COP27 como uma oportunidade para o Egito suspender as restrições ao espaço cívico e defenderam a libertação de seus presos políticos e a criação de um ambiente seguro para os defensores após o término da COP27.
Relatórios revelaram que um processo de registro secreto impediu que organizações da sociedade civil críticas ao governo egípcio participassem da COP27. Os ministérios das Relações Exteriores, Meio Ambiente e Solidariedade Social do Egito selecionaram de forma privada as ONGs que teriam permissão para se inscrever uma única vez para a cúpula do clima. O processo de candidatura e os critérios de seleção não foram divulgados.
Em 12 de setembro de 2022, a Human Rights Watch publicou um relatório baseado em entrevistas com mais de uma dúzia de ativistas, acadêmicos, cientistas e jornalistas que trabalham com questões ambientais no Egito. De acordo com o relatório, severas restrições impostas pelo governo egípcio a organizações não-governamentais independentes, incluindo grupos ambientais, reduziram severamente a capacidade das organizações de realizar advocacia independente e trabalho de campo essencial para proteger o ambiente natural. O governo egípcio também enfrentou críticas por uma suposta falta de ação em relação às mudanças climáticas e à redução do uso de combustíveis fósseis . Como estratégia de recuperação do COVID-19, o governo egípcio aumentou os preços dos hotéis, levando a preocupações sobre a acessibilidade e a inclusão da conferência.
Em outubro de 2022, o diretor de meio ambiente da Human Rights Watch, Richard Pearshouse, afirmou que o Egito ameaçou inviabilizar uma ação climática global significativa ao silenciar os ambientalistas independentes do país antes da COP27. Ele disse: "Direitos humanos versus ação climática é um debate falso, não é um ou outro. Precisamos de pessoas nas ruas, ambientalistas independentes e ativistas de direitos humanos, litígios estratégicos e tribunais independentes para gerar mudanças". A Índia buscou clareza e definição sobre o Climate Finance, além de motivar outros países a fornecer tecnologia para combater o clima e os desastres.

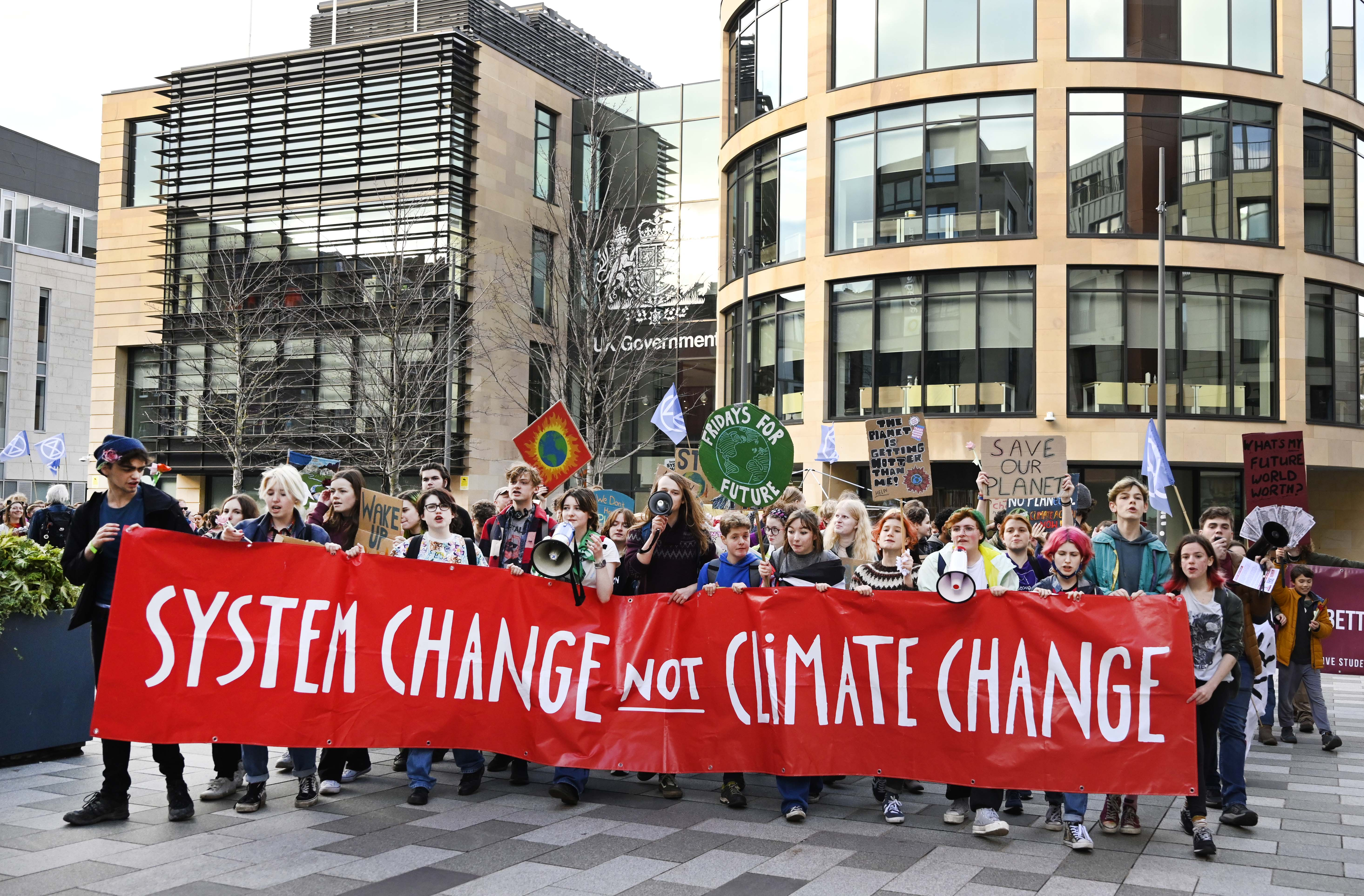
Manifestantes em Edimburgo pedindo soluções para a crise climática

A conferência foi bem recebida pelos ambientalistas por conseguir chegar a um acordo inédito sobre a criação de um fundo de compensação de perdas e danos pelos países desenvolvidos, historicamente os maiores emissores de gases estufa, para os países em desenvolvimento, que emitem pouco e são desproporcionalmente afetados pelas mudanças climáticas. Os mecanismos de funcionamento do fundo e seu valor serão fixados em outros encontros. Contudo, a conferência foi criticada por não trazer avanços significativos em outras áreas, especialmente por não estabelecer como prioridade a redução gradual no uso dos combustíveis fósseis, a principal causa de emissões. Houve intensa pressão de grupos de lobby das indústrias de petróleo, gás e grandes indústrias agrícolas, mais de 600 grupos estiveram atuando. Também foi fraca a abordagem a respeito das medidas de adaptação e dos impactos sobre direitos humanos, povos indígenas e pessoas com necessidades especiais. Para o secretário geral da ONU, António Guterres, "um fundo para perdas e danos é essencial, mas não é uma resposta se a crise climática apagar um pequeno estado insular do mapa, ou transformar um país africano inteiro em deserto. O mundo ainda precisa de um salto gigante na ambição climática".